# Regolaneria
Regolaneria foi uma forma de governo de comunas italianas durante o Antigo Regime.
A regolaneria foi a forma dominante de governo das comunas rurais da região do Trentino e do Tirol italiano ao longo de vários séculos, adotada também em áreas adjacentes do Vêneto e da Áustria. Surgiu como uma forma de governo bem definida na Idade Média, ao longo do processo de afirmação das comunas que se organizavam para resistir ao poder feudal, sendo particularmente robusta nas áreas onde os senhores feudais foram proibidos de erguer castelos, mas suas raízes se perdem no tempo, derivando de antigos costumes que parecem anteceder a ocupação romana na região. O primeiro caso bem documentado é o da comuna de Civezzano, que adotou este sistema em torno de 1200.
A regolaneria formalizava a existência de uma Regola (Regra), ou seja, reconhecia o ente coletivo e sua vontade de autogoverno, e consistia em um sistema semi-democrático, centrado nos conselhos cívicos e encarregado da administração das comunas e dos bens púbicos, especialmente as terras, que eram de uso coletivo. Através dos conselhos era elaborada uma Carta di Regola, que equivalia a uma Constituição, compilando o direito consuetudinário local, estipulando os estatutos da comuna e seus limites geográficos, e as funções, obrigações e direitos dos conselheiros, dos seus oficiais delegados e dos demais membros da comunidade legalmente reconhecidos como possuidores da cidadania plena, os vicini. Também normatizava as atividades do comércio e da indústria, a construção civil, as obras públicas, as subvenções para o clero, as relações diplomáticas, as penalidades para os crimes e contravenções, as condições para a aquisição e desfrute da cidadania e acesso aos cargos públicos, e a forma de vida dos não-cidadãos, que eram considerados estrangeiros e privados de direitos civis. Contudo, são raras as cartas de Regra que contemplam toda essa ampla gama de aspectos. Em vários casos o principal interesse era a regulamentação do uso dos bosques e pastagens coletivos.
O regolano presidia a Regola, era o guardião dos estatutos cívicos, desempenhava também as funções de juiz e geralmente presidia o Conselho. A chefia do Executivo era geralmente atribuída aos cônsules ou síndicos, mas às vezes cabia ao regolano, especialmente em comunas pequenas. Em alguns casos a magistratura do regolano podia ser dividida com mais de uma pessoa. Embora a base jurídica da regolaneria desse às comunas uma ampla autonomia, seus estatutos deviam ser aprovados por uma autoridade imperial, conforme o caso, os bispos de Trento ou os condes do Tirol. Em algumas comunas situadas dentro de feudos, sujeitas a uma jurisdição diferenciada, havia um regolano maggiore, que representava o senhor feudal na assembleia do Conselho. Entre os séculos XV e XVI esta forma de governo se generalizou no Trentino.
A partir do reinado de Maria Teresa da Áustria, e com mais rapidez após a invasão napoleônica, quando o Trentino e o Tirol foram profundamente reorganizados, a regolaneria foi sendo substituída pelo governo centralizado dos podestà, mas não se extinguiu totalmente. A Magnifica Comunità di Fiemme, uma federação de várias comunas, é o exemplo mais conspícuo de uma forma de autogoverno amplamente baseado na antiga regonaleria. Com a introdução do sistema de Amministrazioni Separate di Uso Civico, em várias comunas, como Predazzo, Rabbi, Spinale, Manez e na União das Sete Comunas, entre outras, há iniciativas de recuperação de formas de administração coletiva reminiscentes da antiga regolaneria.